# Barbablù, Barbablù
 Barbablù, Barbablù è un film italiano del 1987, diretto da Fabio Carpi.

## Trama
Un vecchio patriarca, che è stato sposato cinque volte, sul punto di morte riunisce i familiari e si abbandona ad un gioco sadico con loro.